# Compagnie du Levant

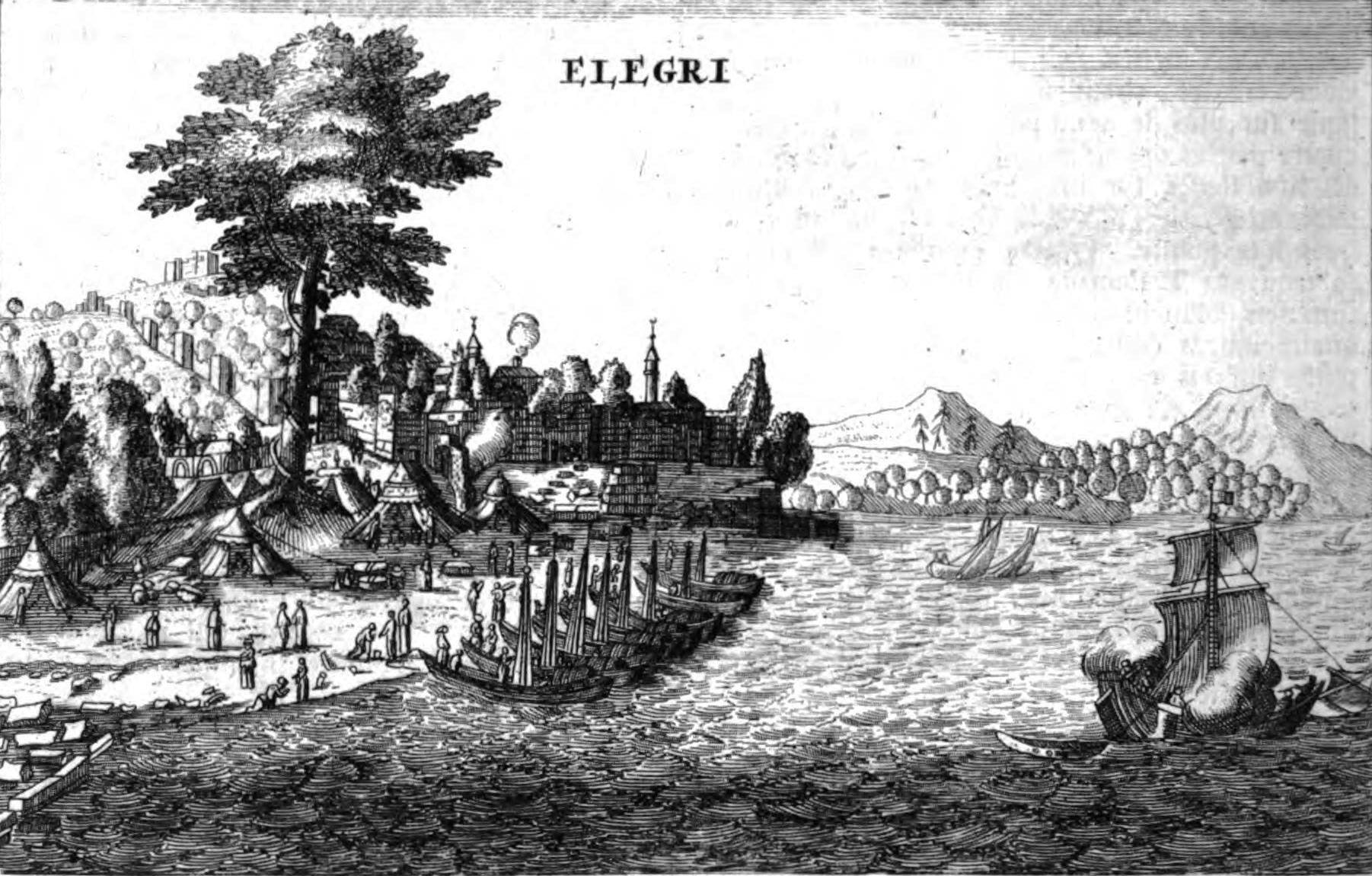
Gravure extraite du Relation d'un voyage au Levant de Tournefort.

La Compagnie du Levant est une entreprise commerciale française créée à l'initiative de Colbert, le 18 juillet 1670. 
Elle eut pour principale mission d'importer des matières textiles (coton, soie, laine) et d'exporter en retour des produits manufacturés entre la France et l'Empire ottoman (la Porte) et, plus précisément, entre les ports de Marseille et Sète et les comptoirs dits « échelles du Levant ». 
Héritière de la première Compagnie du Levant de Jacques Cœur et des frères Pierre Godart et Berthommier Godart, elle devient, durant l'été 1685, la Compagnie de la Méditerranée, mais disparaît en 1693. 

## Histoire
Le textile est à cette époque la plus grosse industrie française, même si, vers 1660, le commerce d'exportation est quasiment réduit à rien du fait d'abus de toutes sortes et de l'emprise du négoce maritime anglais et hollandais qui ralliaient le trafic par la mer des Indes. Tandis que les importations levantines plafonnent à 3 millions de livres (soit dix fois moins qu'en 1620), Colbert prend soin de rallier à lui fabricants et négociants lyonnais et les manufactures et armateurs provençaux pour créer une nouvelle dynamique et mettre fin aux diverses querelles tarifaires. En 1664, le Conseil de réforme du commerce est mis en place par Colbert, coordonné par Jacques Savary, lequel s'efforce pendant six ans d'élaborer un code marchand d'où il tirera Le Parfait Négociant (1675), un véritable best-seller. Également proche du conseil, François Bellinzani, qui allait prendre une part active au commerce du Levant : en 1668, il devient le directeur de la première Chambre générales des assurances, permettant enfin aux navires de se protéger des avanies (tempêtes et pirateries).
À la suite d'un rapport rédigé par Samuel Dalliez de la Tour, le projet ne fut cependant concrétisé qu'en 1682, le temps de réunir des actionnaires, d'armer les navires, de régler les problèmes diplomatiques et de nommer un directoire. En tout, il y eut 18 actionnaires quand fut signé à Paris le 22 avril 1670 la convention de création de la Compagnie du Levant : Laurent de Chauvigny, qui avait déjà deux navires, Pierre Louis Reich de Pennautier, Bellinzani, Dalliez, François d'Usson de Bonrepaus, Augustin Magy, César Caze le jeune, Jean Tronchin sont parmi les plus importants. Chaque part se montait à 30 000 livres soit un fond de 540 000 livres comme capital de départ. L'arrêt du Conseil est édicté le 18 juillet et la Compagnie ouvre ses bureaux parisiens rue du Mail.

## Le cas des manufactures du Languedoc
En 1671, les premiers commis de la Compagnie arrivent à Smyrne, Le Caire et Alep et négocient les formalités d'échange : le système repose sur une forme de troc, entre biens manufacturés et matière première, afin d'éviter les transports d’espèces métalliques. De plus, une prime à l'exportation est mise en place pour favoriser la vente de draps, de papier, de sucre raffiné. La Compagnie dispose de 7 navires. Sont ainsi encouragés les draps fins de deux nouvelles manufactures du Languedoc, région où existait depuis près de deux siècles une expertise locale. Face aux difficultés des deux manufactures de draps concurrentes fondées par Colbert en 1667, à savoir la manufacture des draps de Villeneuvette et la manufacture de draps des Saptes, fut créée en 1670, de nouveau à la demande de Colbert, une nouvelle société qui regroupe les deux manufactures, Pennautier et Paparel en sont les deux principaux actionnaires et dirigeants, et ce afin de résister à la concurrence des draps hollandais, vendus beaucoup plus chers. 
Les résultats sont restés longtemps modestes : dans les années 1690, les exportations au Levant du total des deux manufactures dépassent à peine 1 000 pièces de drap par an.
La manufacture de draps des Saptes employait 200 ouvriers en 1689, mais le travail cessa à la mort du directeur, Noël de Varennes, en 1699, le site de la Villeneuvette étant plus appropriée grâce à la présence d'une rivière et du lac du Salagou, la guerre de la Ligue d'Augsbourg pénalisant par ailleurs les deux sites.
La manufacture des draps de Villeneuvette, bénéficiant d'un site plus compétitif car mieux desservi sur le plan de l'énergie hydraulique, reprit la quasi-totalité du marché. Elle fut rachetée par ses créanciers puis dissoute en 1703, mais vendue à Honoré Pouget, frère d'André, pour un montant important de 142 000 livres. Elle produisait alors 800 à 1 000 pièces de drap par an, soit un peu moins que les deux sites réunis dans les années 1690.

## Bilan de la Compagnie
En 1673, un conflit éclate entre Bellinzani, trop optimiste, et Chauvigny, plus réaliste ; les actionnaires menacent de dissoudre la compagnie, les pertes s'accumulant. Un nouveau privilège de dix ans est cependant arrêté le 10 septembre 1678, puis l'on créée deux nouveaux bureaux, l'un à Lyon, l'autre à Sète ; par ailleurs, la chambre de commerce de Marseille sert de relais pour ses affaires locales. En 1684, la Compagnie n'enregistre ni bénéfices ni pertes du fait d'un accord défavorable sur le séné égyptien. De plus, Colbert étant mort, Bellinzani étant arrêté pour malversations, les nouveaux actionnaires ne se pressant pas aux portes, la dissolution fut prononcée à la fin de l'année. 
En août-septembre 1685, la Compagnie de la Méditerranée voit le jour, à laquelle l'on prit garde d'associer des membres de la bourgeoisie commerçante de Marseille et Toulon, lesquels avaient été vexés, jadis, d'avoir été écartés du conseil de 1678. La direction est confiée à Joseph Fabre, frère d'un riche banquier marseillais, et il peut reprendre les bénéfices de l'ancienne compagnie. En 1693, le bilan est tellement décevant que la liquidation est prononcée.
À la mort de Louis XIV, en 1715, de nombreuses manufactures se développèrent dans la région de Carcassonne. Or, les compagnies européennes fondées au XVIIe siècle ont dans l'ensemble négligé la Méditerranée, où sévissait la piraterie, mais la Compagnie du Levant a contribué au développement des ports de Sète, créé à la même époque, et de Marseille, plus ancien mais bénéficiant d'une zone franche sous Colbert alors qu'il était auparavant mal vu en raison de nombreuses révoltes de la population protestante.